# Tigran Vardan Martirossian
Tigran Vardan Martirossian (3 de março de 1983, em Guiumri) é um halterofilista armênio.
O maior sucesso de Martirossian foi a medalha de bronze nos Jogos Olímpicos de Verão em 2008, com 380 kg no total combinado (177 no arranque e 203 no arremesso), na categoria até 85 kg. Com a desclassificação do bielorrusso Andrei Ribakov por doping em outubro de 2016,  herdou a medalha de prata nesse evento.
Quadro de resultados
| Ano  | Competição                | Local         | Classe de peso | Arranque | Arremesso | Total    | Pos. |
| ---- | ------------------------- | ------------- | -------------- | -------- | --------- | -------- | ---- |
| 2001 | Campeonato Europeu Júnior | Kalmar        | –77 kg         | 150 kg   | 187,5 kg  | 337,5 kg | 3.   |
| 2003 | Campeonato Mundial Júnior | Hermosillo    | –85 kg         | 160 kg   | 192,5 kg  | 352,5 kg | 2.   |
| 2004 | Campeonato Europeu        | Kiev          | –85 kg         | 162,5 kg | 197,5 kg  | 360 kg   | 10.  |
| 2004 | Jogos Olímpicos           | Atenas        | –85 kg         | 167,5 kg | 200 kg    | 367,5 kg | 7.   |
| 2005 | Campeonato Europeu        | Sófia         | –85 kg         | 162,5 kg | 195 kg    | 357,5 kg | 5.   |
| 2005 | Campeonato Mundial        | Doha          | –85 kg         | 172 kg   | 202 kg    | 374 kg   | 8.   |
| 2006 | Campeonato Europeu        | Władysławowo  | –85 kg         |          |           |          | DNF  |
| 2006 | Campeonato Mundial        | Santo Domingo | –85 kg         | 172 kg   | 198 kg    | 370 kg   | 3.   |
| 2007 | Campeonato Mundial        | Chiang Mai    | –85 kg         | 164 kg   | 192 kg    | 356 kg   | 10.  |
| 2008 | Campeonato Europeu        | Lignano       | –85 kg         | 172 kg   | 205 kg    | 377 kg   | 1.   |
| 2008 | Jogos Olímpicos           | Pequim        | –85 kg         | 177 kg   | 203 kg    | 380 kg   | 2.   |
| 2009 | Campeonato Mundial        | Goyang        | –85 kg         | 172 kg   |           |          | DNF  |
| 2010 | Campeonato Mundial        | Antália       | –85 kg         |          |           |          | DNF  |

DNF = não concluiu a prova